# Aubange
Aubange (luxemburgheză: Éibeng, valonă Åbindje, germană Ibingen) este o comună francofonă din regiunea Valonia din Belgia. Comuna este formată din localitățile Aubange, Athus, Halanzy, Rachecourt, Aix-sur-Cloie, Battincourt și Guerlange. Suprafața totală a comunei este de 45,60 km². La 1 ianuarie 2008 comuna avea o populație totală de 15.333 locuitori. 